# Diego Germán Dueñas
Diego Germán Dueñas Gómez (17 de mayo de 1990) es un deportista colombiano que compite en ciclismo adaptado en las modalidades de pista y ruta. Ganó dos medallas en los Juegos Paralímpicos de Verano, bronce en Río de Janeiro 2016 y bronce en Tokio 2020.

## Palmarés internacional
| Juegos Paralímpicos | Juegos Paralímpicos     | Juegos Paralímpicos | Juegos Paralímpicos       |
| Año                 | Lugar                   | Medalla             | Prueba                    |
| ------------------- | ----------------------- | ------------------- | ------------------------- |
| 2016                | Río de Janeiro (Brasil) | Medalla de bronce   | Persecución individual C4 |
| 2020                | Tokio (Japón)           | Medalla de bronce   | Persecución individual C4 |